# بركان دوميو
بركان دومويو (بالإنجليزية: Domuyo Volcano)‏ هو بركان طبقي يقع في مقاطعة نيوكوين الأرجنتينية. يبلغ إرتفاعه 4,702 م (15,427 قدمًا)، وهو أعلى جبل في باتاغونيا ويسمى أحيانًا «سقف باتاغونيا» ("El Techo de la Patagonia" بالإسبانية).
يحتوي البركان على كالديرا كبير يبلغ عرضه 15 كيلومترًا (9 ميل). عُثِر على ما لا يقل عن 14 قباب حمم داسيت داخل كالديرا، مع خمسة أخرى بالخارج. تحتوي منحدراته على العديد من دخان الأرض والينابيع الساخنة والسخانات.
تشتق هذه الأسماء من كلمة مابوتشي التي تعني «الإرتعاش والتذمر»، ربما بسبب النشاط الحراري الأرضي للبركان.
يمكن الوصول إلى البركان عن طريق الطريق الوطني 40 من Chos Malal، المتصل بطريق المقاطعة 43، مروراً بأنداكولو.